# 1999年美國職棒大聯盟選秀
1999年美國職棒大聯盟選秀為大聯盟第35屆選秀。坦帕灣魔鬼魚的喬許·漢米爾頓為該年的首輪選秀狀元。

## 第一輪選秀
圖示
|  | 入選美國職棒大聯盟全明星賽的球員     |
|  | 入選美國國家棒球名人堂暨博物館的球員 |

| 順位 | 球員              | 球隊           | 位置   | 畢業學校                 |
| 1    | 喬許·漢米爾頓     | 坦帕灣魔鬼魚   | 外野手 | 雅典驅動高中             |
| 2    | 賈許·貝基特       | 佛羅里達馬林魚 | 右投   | 春天高中                 |
| 3    | 艾瑞克·蒙森       | 底特律老虎     | 捕手   | 南加州大學               |
| 4    | 柯瑞·邁爾斯       | 亞利桑那響尾蛇 | 右投   | 維斯塔沙漠高中           |
| 5    | B·J·加比          | 明尼蘇達雙城   | 外野手 | 摩西斯湖高中             |
| 6    | 喬許·傑德利       | 蒙特婁博覽會   | 左投   | 賈斯珀高中               |
| 7    | 凱爾·史奈德       | 堪薩斯市皇家   | 右投   | 北卡羅來納大學教堂山校區 |
| 8    | 鮑比·布萊德利     | 匹茲堡海盜     | 右投   | 威靈頓高中               |
| 9    | 貝瑞·齊托         | 奧克蘭運動家   | 左投   | 南加州大學               |
| 10   | 班·席茲           | 密爾瓦基釀酒人 | 右投   | 路易斯安那州門羅大學     |
| 11   | 萊恩·克里斯蒂安森 | 西雅圖水手     | 捕手   | 阿靈頓高中               |
| 12   | 布瑞特·邁爾斯     | 費城費城人     | 右投   | 恩格頓高中               |
| 13   | 麥克·帕拉迪斯     | 巴爾的摩金鶯   | 右投   | 克萊門森大學             |
| 14   | 泰·霍英頓         | 辛辛那提紅人   | 左投   | 哈德遜灣高中             |
| 15   | 傑森·史特恩姆     | 芝加哥白襪     | 右投   | 森特勒利亞高中           |
| 16   | 傑森·詹寧斯       | 科羅拉多洛磯   | 右投   | 貝勒大學                 |
| 17   | 瑞克·阿薩杜瑞安   | 波士頓紅襪     | 外野手 | 北橋高中                 |
| 18   | 理查·史塔爾       | 巴爾的摩金鶯   | 左投   | 紐頓高中                 |
| 19   | 亞力士·利歐斯     | 多倫多藍鳥     | 外野手 | 聖佩卓·馬丁高中          |
| 20   | 文斯·法爾森       | 聖地牙哥教士   | 外野手 | 圖姆斯縣高中             |
| 21   | 賴瑞·比格比       | 巴爾的摩金鶯   | 外野手 | 波爾州立大學             |
| 22   | 麥克·金特         | 芝加哥白襪     | 右投   | 密西西比州立大學         |
| 23   | 基斯·里德         | 巴爾的摩金鶯   | 外野手 | 普洛威頓斯學院           |
| 24   | 柯特·安斯沃斯     | 舊金山巨人     | 右投   | 路易斯安那州立大學       |
| 25   | 麥克·馬克道格爾   | 堪薩斯市皇家   | 右投   | 威克森林大學             |
| 26   | 班·克里斯蒂安森   | 芝加哥小熊     | 右投   | 衛奇塔州立大學           |
| 27   | 大衛·沃林恩       | 紐約洋基       | 右投   | 阿肯色大學               |
| 28   | 傑里克·巴克斯特   | 聖地牙哥教士   | 右投   | 愛德蒙斯伍德威高中       |
| 29   | 奧馬·歐提茲       | 聖地牙哥教士   | 右投   | 德克薩斯大學泛美分校     |
| 30   | 錢斯·卡波         | 聖路易紅雀     | 右投   | 德克薩斯農工大學         |

## 第一輪補充選秀
圖示
|  | 入選美國職棒大聯盟全明星賽的球員     |
|  | 入選美國國家棒球名人堂暨博物館的球員 |

| 順位 | 球員            | 球隊         | 位置   | 畢業學校                 |
| 31   | 凱西·戴格爾     | 堪薩斯市皇家 | 右投   | 蘇夫爾高中               |
| 32   | 傑·蓋爾克       | 聖路易紅雀   | 右投   | 佩珀代因大學             |
| 33   | 傑夫·海沃羅     | 蒙特婁博覽會 | 右投   | 華盛頓大學               |
| 34   | 約書亞·塞內特   | 底特律老虎   | 左投   | 傑佛遜高中               |
| 35   | 布萊恩·威斯特   | 芝加哥白襪   | 右投   | 西孟羅高中               |
| 36   | 尼克·史托克斯   | 科羅拉多洛磯 | 右投   | 佛羅里達州立大學         |
| 37   | 傑森·瑞普柯     | 休士頓太空人 | 右投   | 漢佛高中                 |
| 38   | 寇拜·路易斯     | 舊金山巨人   | 右投   | 貝克斯菲爾德學院         |
| 39   | 傑羅姆·威廉斯   | 巴爾的摩金鶯 | 右投   | 瓦伊帕胡高中             |
| 40   | 布萊德·貝克     | 科羅拉多洛磯 | 右投   | 先鋒谷社區高中           |
| 41   | 凱西·伯恩斯     | 舊金山巨人   | 右投   | 里奇蒙大學               |
| 42   | 麥克·羅薩蒙     | 費城費城人   | 游擊手 | 密西西比大學             |
| 43   | 吉米·高波       | 紐約洋基     | 左投   | 約翰·S·貝托高中          |
| 44   | 史考特·萊斯     | 費城費城人   | 左投   | 皇家高中                 |
| 45   | 羅布·波維斯     | 費城費城人   | 右投   | 布萊德利大學             |
| 46   | 克里斯·鄧肯     | 費城費城人   | 一壘手 | 黃金峽谷高中             |
| 47   | 麥克·米德       | 費城費城人   | 右投   | 索迪-黛西高中            |
| 48   | 凱西·佛瑟姆     | 費城費城人   | 左投   | 德克薩斯農工大學         |
| 49   | 麥克·拜納姆     | 費城費城人   | 左投   | 北卡羅來納大學教堂山校區 |
| 50   | 布萊恩·羅伯茨   | 紐約洋基     | 游擊手 | 南卡羅來納大學           |
| 51   | 尼克·澤斯尼亞克 | 費城費城人   | 捕手   | 維克多·J·安德魯高中      |

## 補償選秀
1. ↑  因摩·沃恩加入天使隊而得到補償選秀
2. ↑  因艾瑞克·戴維斯加入紅雀隊而得到補償選秀
3. ↑  因凱文·布朗加入道奇隊而得到補償選秀
4. ↑  因拉斐爾·帕梅洛加入遊騎兵隊而得到補償選秀
5. ↑  因羅賓·范圖拉加入大都會隊而得到補償選秀
6. ↑  因羅伯托·阿勒瑪加入印地安人隊而得到補償選秀
7. ↑  因荷西·奧佛曼（英语：José Offerman）加入紅襪隊而得到補償選秀
8. ↑  因肯·卡米尼堤加入太空人隊而得到補償選秀
9. ↑  因布萊恩·喬丹（英语：Brian Jordan）加入勇士隊而得到補償選秀
10. ↑  因迪馮·懷特成為自由球員而得到補償選秀
11. ↑  因荷西·奧佛曼（英语：José Offerman）成為自由球員而得到補償選秀
12. ↑  因麥克·提姆林成為自由球員而得到補償選秀
13. ↑  因羅伯托·阿勒瑪成為自由球員而得到補償選秀
14. ↑  因亞伯特·貝爾成為自由球員而得到補償選秀
15. ↑  因布萊恩·喬丹（英语：Brian Jordan）成為自由球員而得到補償選秀
16. ↑  因史考特·拉丁斯基（英语：Scott Radinsky）成為自由球員而得到補償選秀
17. ↑  因陶德·史陶德邁爾（英语：Todd Stottlemyre）成為自由球員而得到補償選秀
18. ↑  因荷西·梅薩（英语：José Mesa）成為自由球員而得到補償選秀
19. ↑  因摩·沃恩成為自由球員而得到補償選秀
20. ↑  因凱文·布朗成為自由球員而得到補償選秀
21. ↑  因藍迪·強森成為自由球員而得到補償選秀
22. ↑  因汀恩·帕爾默成為自由球員而得到補償選秀
23. ↑  因艾瑞克·戴維斯成為自由球員而得到補償選秀
24. ↑  因羅賓·范圖拉成為自由球員而得到補償選秀
25. ↑  因迪萊諾·迪席爾茲（英语：Delino DeShields）成為自由球員而得到補償選秀
26. ↑  因威爾·克拉克成為自由球員而得到補償選秀
27. ↑  因葛雷格·史溫戴爾（英语：Greg Swindell）成為自由球員而得到補償選秀
28. ↑  因肯·卡米尼堤成為自由球員而得到補償選秀
29. ↑  因拉斐爾·帕梅洛成為自由球員而得到補償選秀
30. ↑  因史蒂夫·芬利成為自由球員而得到補償選秀

## 其他著名球員
- 卡爾·克勞福, 第2輪, 52順位被坦帕灣魔鬼魚選走
- 布蘭登·菲利浦斯, 第2輪, 57順位被蒙特婁博覽會選走
- 萊恩·多米特（英语：Ryan Doumit）, 第2輪, 59順位被匹茲堡海盜選走
- 萊恩·盧德威克（英语：Ryan Ludwick）, 第2輪, 60順位被奧克蘭運動家選走
- 約翰·雷基, 第2輪, 68順位被安那罕天使選走
- 傑克·塔許納（英语：Jack Taschner）, 第2輪, 75順位被舊金山巨人選走
- 賈斯汀·摩爾諾, 第3輪, 89順位被明尼蘇達雙城選走
- 威利·布魯姆奎斯特（英语：Willie Bloomquist）, 第3輪, 95順位被西雅圖水手選走
- 喬恩·勞克（英语：Jon Rauch）, 第3輪, 99順位被芝加哥白襪選走
- 喬什·巴德, 第3輪, 100順位被科羅拉多洛磯選走
- 漢克·布拉洛克（英语：Hank Blalock）, 第3輪, 105順位被德州遊騎兵選走
- 科迪·羅斯, 第4輪, 117順位被底特律老虎選走
- 凱文·曼奇（英语：Kevin Mench）, 第4輪, 118順位被德州遊騎兵選走
- 安海爾·帕岡（英语：Ángel Pagán）, 第4輪, 136順位被紐約大都會選走
- 艾列克·祖姆華特（英语：Alec Zumwalt）, 第4輪, 144順位被亞特蘭大勇士選走
- 內特·羅伯森（英语：Nate Robertson）, 第5輪, 146順位被佛羅里達馬林魚選走
- 喬·桑德斯, 第5輪, 156順位被費城費城人選走, 但未簽約
- J·J·普茲, 第6輪, 185順位被西雅圖水手選走
- 艾瑞克·貝達德, 第6輪, 187順位被巴爾的摩金鶯選走
- 謝恩·維克托里諾, 第6輪, 194順位被洛杉磯道奇選走
- 亞倫·哈朗（英语：Aaron Harang）, 第6輪, 195順位被德州遊騎兵選走
- 可可·克里斯普, 第7輪, 222順位被聖路易紅雀選走
- 克里斯·卡普亞諾（英语：Chris Capuano）, 第8輪, 238順位被亞利桑那響尾蛇選走
- 馬克·艾利斯（英语：Mark Ellis (baseball)）, 第9輪, 271順位被堪薩斯市皇家選走
- 馬隆·柏德（英语：Marlon Byrd）, 第10輪, 306順位被費城費城人選走
- 麥特·古瑞爾（英语：Matt Guerrier）, 第10輪, 309順位被芝加哥白襪選走
- 葛雷格·道卜斯（英语：Greg Dobbs）, 第10輪, 323順位被休士頓太空人選走, 但未簽約
- 路·佛德（英语：Lew Ford）, 第12輪, 379順位被波士頓紅襪選走
- 亞伯特·普荷斯, 第13輪, 402順位被聖路易紅雀選走
- 布蘭登·萊恩（英语：Brandon Lyon）, 第14輪, 433順位被多倫多藍鳥選走
- 加勒特·瓊斯, 第14輪, 444順位被亞特蘭大勇士選走
- 傑克·皮維, 第15輪, 472順位被聖地牙哥教士選走
- 麥特·迪亞茲（英语：Matt Diaz）, 第17輪, 505順位被坦帕灣魔鬼魚選走
- 里德·強森（英语：Reed Johnson）, 第17輪, 523順位被多倫多藍鳥選走
- 萊恩·拉伯恩（英语：Ryan Raburn）, 第18輪, 535順位被坦帕灣魔鬼魚選走, 但未簽約
- 萊爾·歐佛貝（英语：Lyle Overbay）, 第18輪, 538順位被亞利桑那響尾蛇選走
- 史考特·海爾斯頓（英语：Scott Hairston）, 第18輪, 549順位被芝加哥白襪選走, 但未簽約
- 諾亞·勞瑞（英语：Noah Lowry）, 第19輪, 585順位被德州遊騎兵選走, 但未簽約
- 威利·哈里斯（英语：Willie Harris）, 第24輪, 727順位被巴爾的摩金鶯選走
- 傑森·弗拉索（英语：Jason Frasor）, 第33輪, 987順位被底特律老虎選走
- 理查·哈登, 第38輪, 1145順位被西雅圖水手選走, 但未簽約
- 麥克·雅各斯（英语：Mike Jacobs (first baseman)）, 第38輪, 1156順位被紐約大都會選走
- 卡麥隆·羅（英语：Kameron Loe）, 第39輪, 1176順位被費城費城人選走, 但未簽約
- 亞當·拉洛許, 第42輪, 1254順位被佛羅里達馬林魚選走, 但未簽約
- 克里斯·史奈德（英语：Chris Snyder）, 第43輪, 1290順位被西雅圖水手選走, 但未簽約
- 派特·尼謝克, 第45輪, 1337順位被明尼蘇達雙城選走, 但未簽約

## 外部連結
- MLB.com - 1999 Draft Tracker (all rounds)
- MLB.com - Draft History
- Complete draft list from The Baseball Cube database

| 前任： 帕特·布瑞爾 | 選秀狀元 喬許·漢米爾頓 | 繼任： 艾德里安·岡薩雷茲 |